# 四川民足足球俱乐部
四川民足足球俱乐部，原名四川華昆足球俱樂部，是一家位于中国四川省，成都市的已解体的足球俱乐部，成立于2019年。曾参加中国足球乙级联赛。

## 歷史
2019年，四川華昆能源投資人何彬贊助成都城市足球超級聯賽參賽球隊成都德馳足球俱樂部。
2020年，四川華昆能源與四川恆耀足球會的合作關係因投資人資金出現問題被迫解散，四川華昆能源以四川恆耀足球俱樂部隊員為框架組建四川華昆足球俱樂部。同年，球會獲得中國足球協會會員協會冠軍聯賽季軍，最終獲得中國足球協會乙級聯賽資格。2021年1月8日，四川華昆足球俱樂部完成轉讓，更名為四川民足足球俱樂部。
2022年4月3日，俱樂部由於欠薪嚴重，最終沒有提交准入材料，從而失去2022年中國足球協會乙級聯賽參賽資格。

## 比賽成績
| 年份 | 级别 | 比赛场数 | 胜 | 平 | 负 | 进球 | 失球 | 净胜球 | 积分 | 排名            | 中国足协杯 |
| ---- | ---- | -------- | -- | -- | -- | ---- | ---- | ------ | ---- | --------------- | ---------- |
| 2020 | 4    |          |    |    |    |      |      |        |      | 季軍            | DNQ        |
| 2021 | 3    | 21       | 8  | 7  | 6  | 23   | 18   | +5     | 31   | 保級組1 第 5 位 | 第四輪     |